# Ferdinand Schneider
Ferdinand Gottlieb Schneider (18. června 1911 Backnang – 11. května 1984 Pura) byl německý chemik. Významně ovlivnil technologie v německém cukrovarnictví.

## Životopis
Byl synem podnikatele v koželužství a v roce 1929 složil v Schwäbisch Hallu maturitu. Poté studoval chemii na univerzitách v Tübingenu, Freiburgu, Drážďanech a Mnichově, kde v roce 1934 promoval. Patřil ke studentskému spolku Landsmannschaft Schottland. Od roku 1935 byl asistentem na Kaiser-Wilhelm-Institut. V období 1937 až 1944 byl zde vedoucím oddělení a od roku 1941 docentem pro organickou chemii na Technischen Hochschule Dresden. V roce 1944 přešel jako docent na TU Danzig. V roce 1945 se stal vedoucím výzkumného ústavu organické chemie. Od roku 1946 vyučoval na TU Braunschweig. Byl také ředitelem Instituts für Landwirtschaftliche Technologie und Zuckerindustrie. V letech 1964 až 1966 byl prezidentem vědecké rady Arbeitsgemeinschaft industrieller Forschungsvereinigungen. Commission Internationale Technique de Sucrerie ho v roce 1971 zvolila prezidentem vědecké rady.

## Ocenění
- 1963 plaketa Oskara-von-Millera

## Dílo
- Enzymatischer und chemischer Abbau von Peptiden als Beitrag zur Strukturaufklärung der Proteine. (dizertace), Mnichov 1934
- Technologie des Zuckers, Schaper, 1968
- spoluautor Erich Reinefeld: Analytische Betriebskontrolle der Zuckerindustrie. díl A: Grundlagen der Analysenmethoden. díl B: Vorschriften für die Betriebskontrolle. Bartens, 1983, ISBN 978-3870400194